# Mortal Kombat 3
Mortal Kombat 3 (MK3) es el tercer videojuego y la cuarta entrega de la saga, fue lanzado el 10 de marzo de 1995 por Midway Games para Arcade, fue estrenado después del éxito de su antecesor, Mortal Kombat II, y con ello una gran barrera para sobrepasar, por lo que incluyó un botón adicional para que los personajes avanzaran más rápido. El equipo de producción agregó al juego un nuevo sistema de combos y unos finishing moves muy llamativos, conocidos como "Animalities", algo que no convenció mucho a los jugadores que estaban acostumbrados al antiguo sistema de juego. Aunque posee una de las modalidades más recordadas y que marcaron la base del juego, es impopular por la ausencia de muchos personajes clásicos del juego.

## Elementos del juego
- Combos: El sistema incluía una barra que presentaba el número de golpes dados y el daño causado.
- Poderes: Se aplicó un mayor número de arsenal y movimientos más llamativos, a la vez se incluían en la barra de combos como golpes.
- Pantalla de Presentación: La secuencia de entrada servía como acceso a un personaje oculto, "Smoke".
- Finish: La barra de presentación mostraba una animación que caracterizaría a las demás versiones.
- Flawless Victory: El término se siguió aplicando pero ya no el término Double Flawless.
- Modo Torneo: Poseía el mismo sistema del primer juego.
- Torres del Destino: Columnas donde se presentaban oponentes a los que uno debía enfrentarse para ganar el juego, se dividían en tres niveles de díficultad: Novato, Guerrero y Maestro.
- Fatality: Movimiento de remate por el cual se podía matar al oponente, cada jugador poseía dos.
- Stage Fatality: Movimiento de remate por el cual el escenario mismo aniquilara al oponente.
- Friendship: Movimiento de remate por el cual se burlaba del oponente mediante una rutina humorística.
- Babality: Movimiento de remate por el cual uno convertía en bebé al oponente.
- Animality: Movimiento de remate por el cual uno se convertía en un animal de colores llamativos y aniquilaba al oponente.
- Marco de Espejos: Poseía el mismo sistema del primer juego.
- Personaje oculto: Personaje sólo accesible mediante los Kombat Kodes.
- Sangre: Fluido que cada jugador brotaba por cada golpe certero y era de tres clases: roja para los humanos, violeta para los androides y verde para los humanoides.
- Toasty: Grito que aparecía en el juego cuando Scorpion ejecutaba Fatality de Cráneo Incendiario y cuando se lanzaba un "uppercut", era acompañado por el rostro del programador de sonido Dan Forden. Adicionalmente, se incluye también si hay Combo.
- Frosty: Grito que aparecía en el juego cuando Sub-Zero ejecutaba alguno de sus movimientos de congelación.
- Crispy: Grito que aparecía en el juego cuando el oponente moría tras una calcinación.
- Kombat Kodes: Seis dígitos que aparecían en la pantalla de versus y tras una combinación de ellos se obtenían batallas con personajes secretos, cambio de la modalidad del juego o frases, estos son los iconos de Mortal Kombat II. Los diez símbolos son: Logo del Dragón, Mortal Kombat, Mortal Kombat II, Mortal Kombat 3', Incógnita, Trueno, Raiden, Ying-Yang, Goro y Cráneo.
- Kool Stuff: Menú secreto el cual contenía la activación de un minijuego, aumento de vidas, aumento del tiempo del Finish, la activación de pausa, etc.
- Kooler Stuff: Menú secreto el cual contenía la habilitación de Smoke y Motaro, habilitación de movimientos, que los Fatality se ejecutaran con un solo botón, etc.
- Scott Stuff: Menú secreto el cual contenía la habilitación de Shao Kahn, switcheroo, deshabilitación de movimientos, etc.
- Psycho Kombat: Combate a oscuras y con los personajes cambiando al azar.
- Dark Kombat: Combate a oscuras o en un escenario parpadeante.
- Randper Kombat: Combate por el cual los personajes cambian al azar.
- Invasores del Espacio: Modalidad que simulaba aquellos juegos de naves espaciales con gráficos pobres y sonidos estrepitosos.
- Tesoros de Shao Kahn: Pantalla donde ambos jugadores tenían diez intentos para girar una ruleta con los rostros de los personajes y cuando coincidían entregaban un Kombat Kode.
- Mercy: antes del golpe de remate (fatality) se concedía piedad al luchador otorgándole un poco de vida. Esto se usa para ejecutar la animality.

## Historia
Ustedes han sido elegidos para representar al planeta Tierra en Mortal Kombat. Cada uno de ustedes poseen una virtud vital que obstaculiza el total reinado de Shao Kahn. Están prevenidos, solo sus almas están protegidas contra el poder de Shao Kahn pero sus vidas físicas no, ellas dependen de ustedes mismos. Yo ya no puedo interferir en esos asuntos. Su mundo ahora está gobernado por los dioses del Outworld.
Estas son las palabras del dios del trueno, Raiden.
Por siglos Earthrealm (Reino de la Tierra) ha usado el Gran Torneo de Mortal Kombat para defenderse del Emperador Shao Kahn. Pero Kahn, frustrado por las constantes derrotas e intentos perdidos, comenzó un plan que data de 10.000 años atrás.
Durante este tiempo, Kahn tuvo una reina. Su nombre era Sindel y su muerte fue inexplicable. Los sacerdotes de las sombras al mando de Shang Tsung harán que el espíritu de Sindel vuelva, pero no en el Outworld, sino en Earthrealm.
Este terrible acto le da el poder a Shao Kahn de pasar a través de los portales dimensionales y reclamar a su reina. Usando esto para finalmente tomar el Earthrealm.
Abriendo un portal encima de la Tierra, Shao Kahn lentamente transforma el lugar en una parte del Outworld.
Kahn va quitando de la Tierra toda la vida humana, declarando que cada alma le pertenece.
Pero hay almas que Kahn no puede poseer, estas son las almas de los guerreros que han sido seleccionados para representar al Earthrealm en un nuevo Gran Torneo.
Los humanos que quedan son dispersados en todo el planeta, Shao Kahn manda un ejército de feroces guerreros del Outworld con órdenes de encontrarlos y eliminarlos.
Durante el primer torneo, Sonya Blade desaparece mientras operaba la captura del Black Dragon y su némesis, Kano. Al recibir una señal, Jax Briggs se embarca en un viaje dentro del Outworld para encontrarla, usando como medio el portal dimensional regresan a Earthrealm.
El último avance en la tecnología de Lin Kuei se da con la creación del primer asesino cibernético. Ellos empezaron a convertir a sus ninjas humanos en máquinas sin alma. Pero Sub-Zero se rehúsa a tomar parte en esto y es perseguido para ser asesinado por su propio clan.
Después de haber ganado el primer torneo y de haber escapado del Outworld, Liu Kang se concentra en el futuro. Él empieza a entrenar una nueva generación de Monjes Shaolin al lado de Kung Lao. Pero nada los preparará para la inesperada del Outworld.

## Personajes

### Personajes que regresan
Algunos de los personajes que regresan desde los anteriores juegos de Mortal Kombat 3 fueron retratados en realidad por nuevos actores, ya que sus retratistas originales renunciaron a Midway debido a las disputas de regalías. Ho Sung Pak (Liu Kang en los dos primeros juegos, así como Shang Tsung en el primer Mortal Kombat), Philip Ahn (Shang Tsung en Mortal Kombat II), Elizabeth Malecki (Sonya Blade), y Katalin Zamiar (Kitana/Mileena/Jade) no estaban involucrados en la producción de Mortal Kombat 3. Daniel Pesina (Johnny Cage, Scorpion, Sub-Zero, Reptile, Smoke y Noob Saibot) tampoco participó en la producción de Mortal Kombat 3, que había sido despedido después de haber filmado un anuncio para Bloodstorm (que se anunciaba como un "asesino de Mortal Kombat") al usar el traje de Johnny Cage. Esto dio lugar a la utilización de nuevos actores de Liu Kang (Eddie Wong), Sonya Blade (Kerri Hoskins), Shang Tsung y Sub-Zero (ambos interpretados por John Turk) en Mortal Kombat 3. A falta de ninjas en el roster, para crear a Noob Saibot, se empleó el sprite de Kano, coloreado de negro. Solo en Ultimate Mortal Kombat 3, todos los ninjas masculinos también serían interpretados por John Turk (incluyendo a Noob Saibot, quien dejó de usar el sprite de Kano), mientras que las ninjas femeninas (Kitana, Mileena y Jade) fueron interpretadas por Becky Gable. Johnny Cage sería interpretado por Chris Alexander en Mortal Kombat Trilogy. La ausencia de Johnny Cage en el juego se justificó debido a que el personaje murió a manos de Motaro en la invasión de la tierra.
Carlos Pesina, quien interpretó a Raiden en los dos primeros títulos de MK, no apareció en Mortal Kombat 3, como una sanción por su implicación del juego de peleas hecho por Data East Tattoo Assassins, pero aún tenía trabajo debido a Midway. Su personaje volvió en el Mortal Kombat Trilogy, mediante el uso de sprites reciclados de Mortal Kombat II.

### Personajes nuevos
- Cyrax (Sal Divita) - Ninja Cibernético del clan Lin Kuei, de nombre código LK9T9. Fue el segundo en pasar por la automatización, conservando sus habilidades de lucha Motswana.
- Kabal (Richard Divizio) - Un exmiembro del Dragón Negro que trabajó para Kano siendo su mano derecha, ahora justiciero, tras abandonar el clan fue emboscado por las fuerzas de choque del Mundo Exterior dejándolo moribundo. Sobrevivió, pero con el costo de vivir desfigurado y dependiente de un respirador portátil, pero ganó velocidad.
- Nightwolf (Sal Divita) - Chamán de una tribu norteamericana, creó una zona mágica para proteger a su pueblo. Acompañado por un lobo, su guía espiritual (y su Animality), se une a los Defensores del Reino.
- Sektor (Sal Divita) - Otro asesino cibernético del Lin Kuei, por voluntad propia fue el prototipo de Ciber-Ninja, con el nombre código LK4D4. Experto en artillería, lidera la caza del renegado Sub-Zero.
- Sindel (Lia Montelongo) - Alguna vez la Reina de Edenia, fue obligada a casarse con el Emperador tras el asesinato de su esposo el Rey Jerrod. Se suicidó para proteger a su pueblo. Revivida por los Shadow Priests, ahora es la clave para que Shao Kahn la reclame junto con La Tierra.
- Sheeva (Stop motion) - Guerrera Shokan, de linaje Drako. Es la principal guardián de la guarida del Emperador y posteriormente, la guardaespaldas de la Reina Sindel.
- Kurtis Stryker (Michael O'Brien) - Policía experto en controlar disturbios, pronto se vio desbordado por la invasión de los guerreros del Mundo Exterior, Sin embargo, valiéndose de su experiencia y disciplina, hizo frente a la situación, uniéndose a los Defensores del Reino.

### Personajes que regresan
- Jax (John Parrish) - Mayor de las Fuerzas Especiales, junto con Sonya Blade intentan tanto atrapar al criminal Kano como a defender La Tierra. Tras un ataque, Jax se implantó brazos biónicos que le dan mayor poder.

- Kano (Richard Divizio) - Tras escaparse de Sonya y Jax en el Mundo Exterior, el famoso criminal ofrece su lealtad al Emperador concediéndole armamento y estrategias.

- Kung Lao (Tony Márquez) - Tras escapar del Mundo Exterior, decide junto con Liu Kang entrenar a las fuerzas Shaolin para enfrentarse a los monstruos del Mundo Exterior, y a ellos mismos para liderar a los Defensores del Reino.

- Liu Kang (Eddie Wong) - Bicampeón del Mortal Kombat, es el principal obstáculo en la carrera de Shao Kahn para tomar la Tierra. Es el líder de campo de los Defensores del Reino, ante la ausencia del dios Raiden.

- Sonya Blade (Kerri Hoskins) - Teniente de las Fuerzas Especiales la cual fue rescatada del Mundo Exterior por su superior Jax. retoma su misión de capturar a Kano y a la vez defender la Tierra de Shao Kahn.

- Sub-Zero (John Turk) - El Ninja decide abandonar el Lin Kuei por negarse a ser automatizado, junto con su amigo Smoke. Sub-Zero logra la escapatoria, sin embargo su amigo ha sido atrapado. Ahora debe lidiar con la invasión del Mundo Exterior y con la amenaza de sus antiguos camaradas.

- Shang Tsung (John Turk) - Hechicero real de Shao Kahn. Tras fallar dos veces, el Emperador le concede una tercera y última oportunidad para derrotar a los defensores del Reino. Colabora con la resurrección de Sindel y con la apertura del portal entre la Tierra y el Mundo Exterior.

### Personajes secretos
- Smoke (Sal Divita) - Intentó huir del proceso de Automatización del Lin Kuei junto con su amigo Kuai Liang, pero es alcanzado y obligado a convertirse en la unidad LK5T7. Ahora da caza a su antiguo camarada.
- Noob-Saibot (Richard Divizio)- Miembro de La Hermandad de la Sombra. Espía los acontecimientos del torneo para informarle a sus superiores.

### Jefes
- Motaro (Subjefe): General de los Centauros, elegidos por Shao Kahn para arrasar con la Tierra en desmedro de Shokans y Tarkatas. Es inmune a los proyectiles.
- Shao Kahn (Jefe Final): El Emperador intenta por las malas adueñarse de la Tierra, usando como excusa a Sindel. Más poderoso y engreído, ahora usa el Martillo de la Ira (Wrath Hammer) como principal arma.

## Escenarios
- El Subterráneo (The Subway): Estación púrpura de trenes, grietas y pilares de piedra, un asiento de acero que es enfocada por una luz fluorescente parpadeante, un gran riel, un letrero con la estación Boon/Tobias (los creadores de MK) y un Stage Fatality por el cual se enviaba al oponente atrás del escenario y un tren lo arrollaba.
- La Calle (The Street): Ciudad desolada, hay papeles revoloteando en el aire, un basurero con calcomanías, faroles, una ciudad de noche una boca de acceso al Subterráneo, y el castillo de Shao Kahn con el portal abierto. Se puede acceder a este escenario por medio de un Uppercut desde The Subway.
- El Banco (The Bank): Una estructura de piedra, el logo del dragón estampado en el suelo, dos luces que lo alumbran, dos columnas de mármol y por una ventana se da la vista de la ciudad y el castillo de Shao Kahn.
- La Terraza (The Rooftop): Un mirador, el logo del dragón estampado, dos estatuas de demonios acompañan al logo, en cada extremo hay una gigantesca escultura de demonios alados, la mirada al castillo de Shao Kahn y el portal. Se puede acceder a The Rooftop por medio de un Uppercut desde The Bank
- El Puente (The Bridge): Un pasaje de la ciudad, edificios acumulados, faroles alrededores de columnas, papeles revoloteados, hay rejillas en las aceras, un cielo de ocaso y nubes negras.
- El Campanario (The Belltower): Estructura de madera, columnas de madera, hay paramanos, se contrasta con paredes de piedra, una luna llena en el cielo de noche. Tiene un Stage Fatality por el cual se envía al oponente hacia abajo de la torre, rompiendo los pisos de madera en su caída y es atravesado por unas estacas.
- El Templo (The Temple): Un santuario con alusiones a demonios y cadáveres, el logo del dragón plasmado en la vidriera, antorchas y un altar de piedra con Shadow Priests, hay grandes velas en la vista frontal.
- El Cementerio (The Graveyard): Un camposanto, árboles de una gran temática de horror, la luna llena de una noche sombría, y unas lápidas donde están escritas los nombres de los productores (y de Johnny Cage) y en cada extremo unos mausoleos. Vale aclarar que en las versiones de Mega Drive y Super Nintendo este escenario no existe.
- La Caverna de las Almas (Soul Chamber): Un espacio recóndito, oscuro, con púas por todas partes, grandes estructuras desconocidas en lo alto, unos cráneos gigantes rodeando, uno de ellos alumbra con un flujo de poder todo el escenario.
- El Balcón (The Balcony): Un calabozo de piedra, con habitaciones y muchos pasadizos, grandes portones, un gran pozo en el centro del cual un brillo verde se denota ese pozo es también un Stage Fatality y cuando tiras al oponente muere por unas estacas, en cada extremo hay antorchas y estatuas de Motaro montado sobre unos montículos de piedra. Se puede acceder a este escenario con un Uppercut proveniente desde Soul Chamber.
- El Tercer Pozo (The Pit III): Interior del castillo, grandes estatuas de demonios con rostros extraños como pilares, un puente espinoso, en cada extremo hay unos tronos. Tiene un Stage Fatality por el cual se envía al oponente hasta unas hélices giratorias que lo partirán en miles de pedazos.
- El Portal Rojo (Red Portal): Un puente espinoso, la pantalla de Game Over de fondo que consta de un portal carmesí y una pasarela llena de torres de Battleplan. Un escenario secreto obtenido por medio de un Kombat Kode para ganar una batalla contra Smoke sin habilitar ningún menú secreto.

## Actores
- Eddie Wong: Liu Kang
- Richard Divizio: Kano, Kabal, Noob Saibot
- Tony Marquez: Kung Lao
- John Turk: Sub-Zero, Shang Tsung
- Kerri Hoskins: Sonya
- John Parrish: Jax
- Sal Divita: Cyrax, Sektor, Smoke, Nightwolf
- Michael O'Brien: Stryker
- Lia Montelongo: Sindel
- Brian Glynn: Shao Kahn

Personajes recreados mediante stop-motion:
- Motaro
- Sheeva

## Versiones disponibles
- Arcade
- Nintendo Game Boy
- PC
- Sega Game Gear
- Mega Drive
- Super Nintendo
- Master System
- PlayStation
- Sega Saturn (Solo en la versión de UMK3)
- Móvil